# ФК „Хонка“
ФК „Хонка“ (на фински: FC Honka) познат още като Еспорт Хонка или просто Хонка е футболен клуб от Еспоо, провинция Южна Финландия, Финландия. Играе във висшата лига на Финландия – Вейкауслига.
За първи път в своята история тимът на клуба се изкачва в елитната финландска лига – Вейкауслигата, едва през 2005 г., като преди това често е близо да това постижение.

## Предишни имена
| Години      | Име                         |
| ----------- | --------------------------- |
| 1957 – 1975 | „Тапион Хонка“ Tapion Honka |
| от 1975     | „ФК Хонка“ FC Honka         |

## Успехи

### Национални
- Вейкауслига: (Висша лига)
  -  Второ място (3): 2008, 2009, 2013
  -  Трето място (3): 1984, 2017, 2022
- Купа на Финландия:
  -  Носител (1): 2012
  -  Финалист (3): 1969, 2007, 2008
- Купа на лигата:
  -  Носител (2): 2010, 2011
- Иконен: (2 ниво)
  -  Победител (1): 2005
- Каконен: (3 ниво)
  -  Победител (3): 1978, 2015, 2016

### Международни
- Купа Ла Манга:
  -  Носител (1): 2009